# Takeshi Saito
Takeshi Saito (斉藤 武志 Saito Takeshi?), född 1 juni 1979 i Yamagata prefektur, är en japansk före detta fotbollsspelare.
Saito började sin karriär 1998 i Montedio Yamagata. Han spelade 24 ligamatcher för klubben. Han avslutade karriären 2003.